# Club de Gimnasia y Tiro de Salta 2011-2012

## Rosa
| N. |                      | Ruolo | Calciatore                  |
| -- | -------------------- | ----- | --------------------------- |
|    | Argentina (bandiera) | P     | José Alberto Valdiviezo     |
|    | Argentina (bandiera) | P     | Juan Cruz Mulieri           |
|    | Argentina (bandiera) | P     | Sebastián Gambetta          |
|    | Argentina (bandiera) | D     | Franco Zambrano             |
|    | Argentina (bandiera) | D     | Sergio Plaza                |
|    | Argentina (bandiera) | D     | Cesar Albornoz Voss         |
|    | Argentina (bandiera) | D     | Eduardo Burruchaga          |
|    | Argentina (bandiera) | D     | Norberto Orrego             |
|    | Argentina (bandiera) | D     | José Femenía                |
|    | Argentina (bandiera) | D     | Leonardo Federico Rodríguez |
|    | Argentina (bandiera) | C     | Juan Cartello               |
|    | Argentina (bandiera) | C     | Osvaldo Young               |

| N. |                      | Ruolo | Calciatore          |
| -- | -------------------- | ----- | ------------------- |
|    | Argentina (bandiera) | C     | Miguel Monay        |
|    | Argentina (bandiera) | C     | Esteban Gil         |
|    | Argentina (bandiera) | C     | Pablo Rodríguez     |
|    | Argentina (bandiera) | C     | Sebastian Godoy     |
|    | Argentina (bandiera) | C     | Victor Belardi      |
|    | Argentina (bandiera) | C     | Nicolás Issa        |
|    | Argentina (bandiera) | A     | Diego Nuñez         |
|    | Argentina (bandiera) | A     | Rubén Pérez         |
|    | Argentina (bandiera) | A     | Luciano Antonino    |
|    | Argentina (bandiera) | A     | José Manuel Quiroga |
|    | Argentina (bandiera) | A     | Juan Vogliotti      |
|    | Argentina (bandiera) | A     | Marcos Navarro      |
|    | Argentina (bandiera) | A     | Daniel Bazán Vera   |